# Francesco Agnesotti
Francesco Agnesotti  (Sampeyre, 1882 - Milan, 1960) est un peintre italien actif en Val Varaita et environs, dans la province de Coni.

## Biographie
Francesco Agnesotti est le dernier « peintre itinérant » d'art sacré. Il a réalisé des fresques disséminées sur de nombreux « poteaux votifs », maisons, chapelles et églises du Val Varaita et dans les régions limitrophes.

## Œuvres
- Assomption de Marie, fresques de la voûte du presbytère de la Chiesa della Confraternita, Sampeyre[2].
- Madonna Mediatrice (1957), retable, église paroissiale de Sampeyre.
- Deux poteaux votifs 1943-1954  à Cravegna, Val Sesia[3].
- Un ex-voto au sanctuaire de Valmala.
- Un ex-voto au sanctuaire de Crissolo.
- Coupole et fresques extérieures de l'église Santa Maria de Morinesio.